# Stadion Bjelave
Stadion Bjelave – stadion sportowy w Čapljinie, w Bośni i Hercegowinie. Obiekt może pomieścić 1000 widzów. Swoje spotkania rozgrywają na nim piłkarze klubu HNK Čapljina.